# Luigi Pianazzi
Luigi Maria di Gesù Pianazzi OCD (* 3. Dezember 1743 in Muro di Scopa, Scopa, Valsesia; † 2. April 1802 in Varappuzha, Indien) war ein italienischer Geistlicher.

## Leben
Luigi Pianazzi wurde 1743 in Scopa geboren.
Am 10. Januar 1762 legte er seine Profess bei den Unbeschuhte Karmelitern ab. Am 30. März 1784 ernannte Papst Pius VI. ihn zum Apostolischen Vikar von Malabar und zum Titularbischof von Usula. Pierre Brigot MEP, Apostolischer Superior von Karnatic, weihte ihn am 18. September 1785 zum Bischof.